# البيك

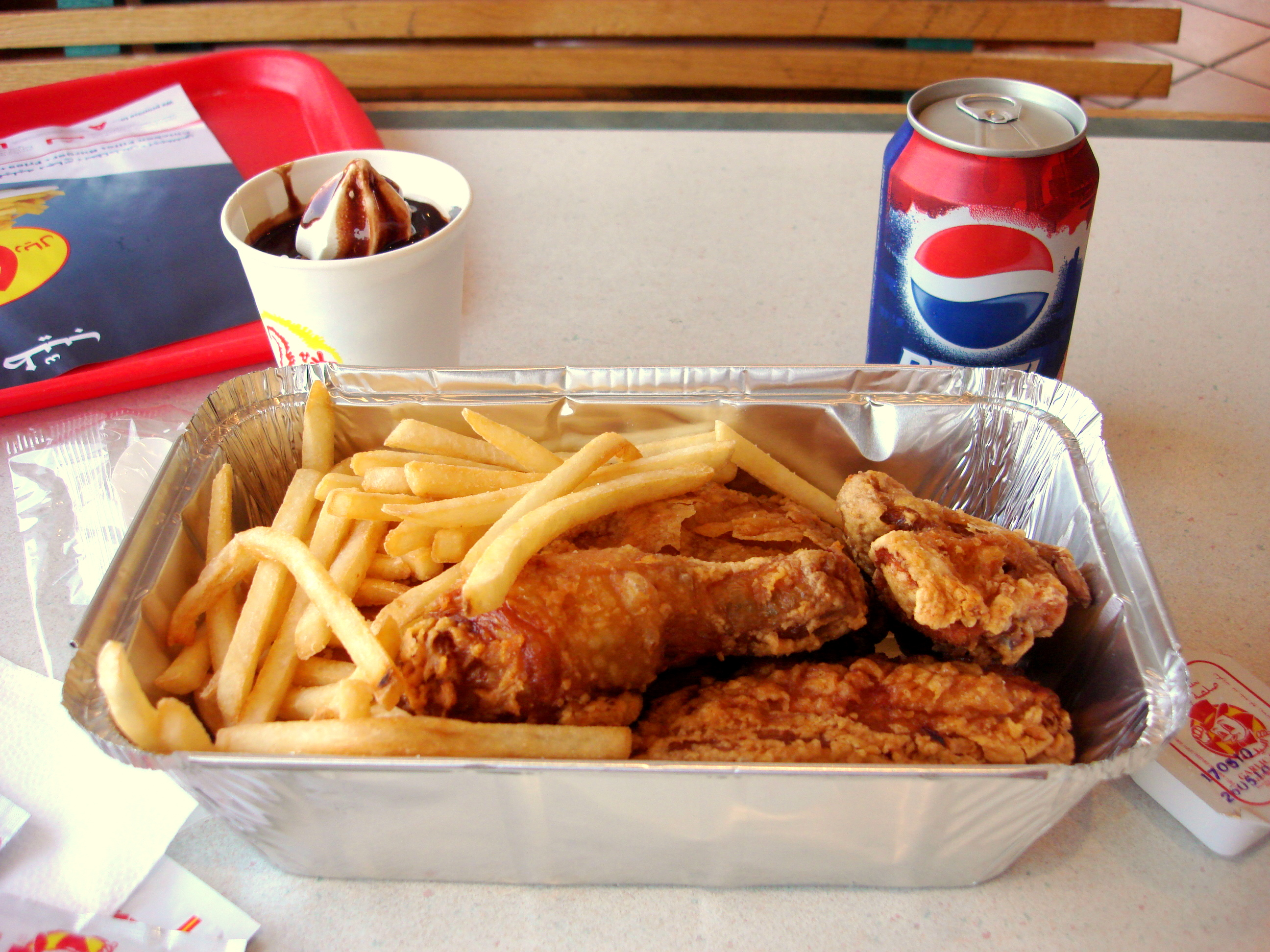
إحدى وجبات مطاعم البيك

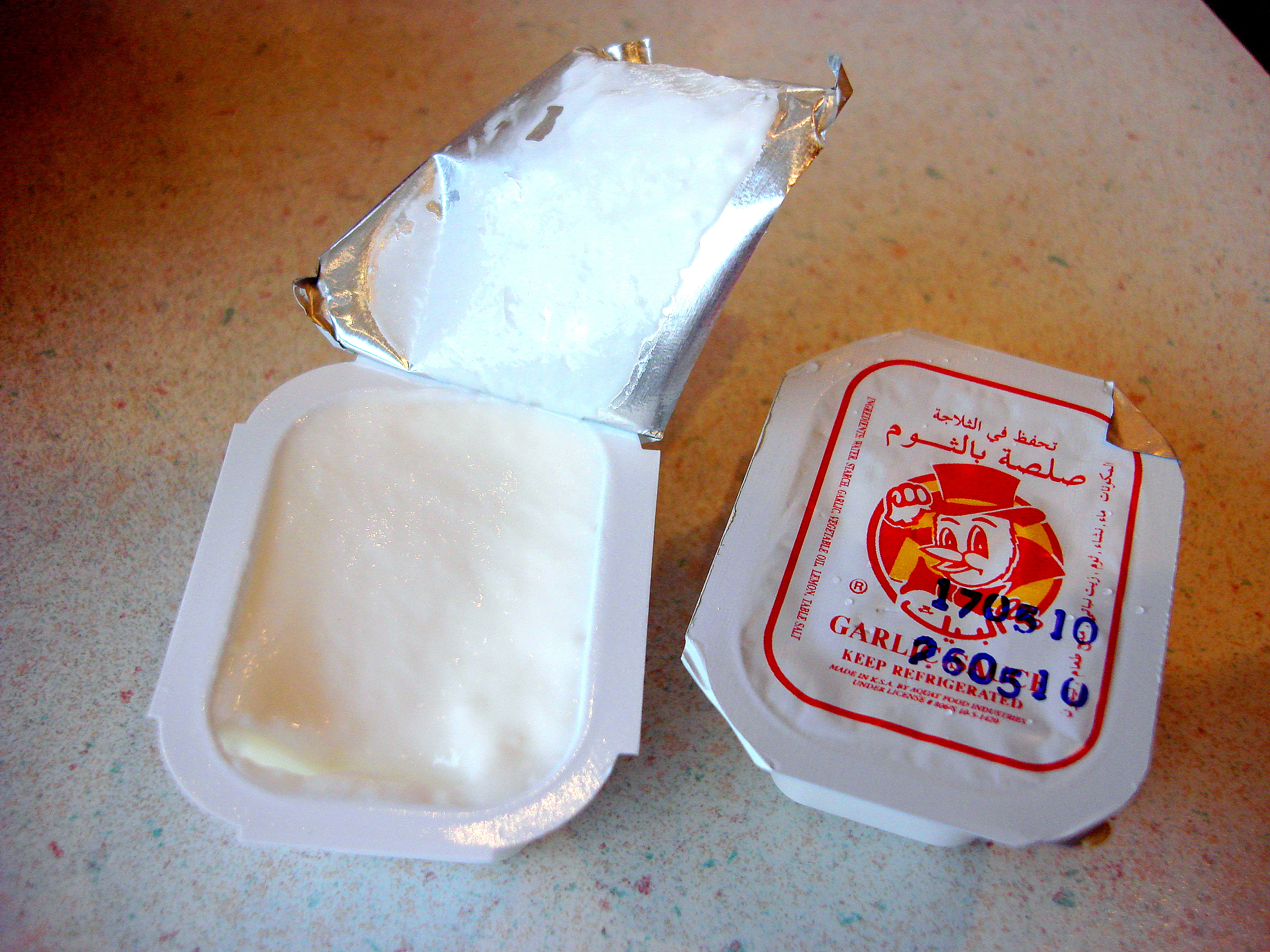
صلصة ثوم البيك

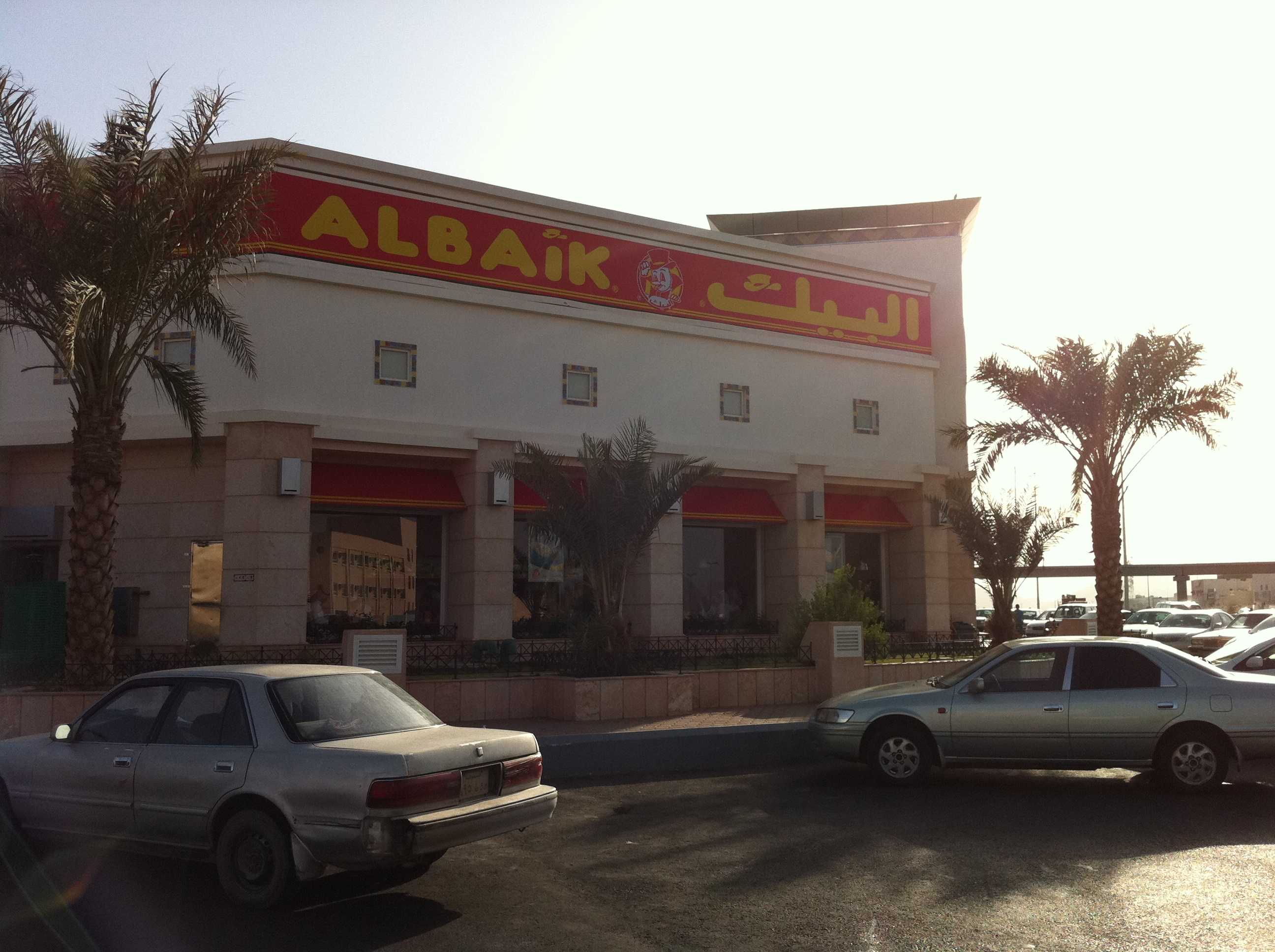
أحد فروع البيك في المدينة المنورة

البيك، هي سلسلة مطاعم للوجبات السريعة، تأسست في منتصف السبعينات الميلادية في مدينة جدة السعودية من قبل شكور أبو غزالة، واشتهرت بتقديم وجبة الدجاج والمأكولات البحرية مع البطاطس والمعروفة باسم بروست (بالإنجليزية: Broast) حيث لاقت وجبة البيك رواجًا وقبولًا كبير بسبب مذاقها المميز الناتج عن خلطة البهارات والتوابل المستخدمة. ومع مرور السنين انتشرت فروع البيك بشكل كبير لتغطي كثير من أحياء مدينة جدة ثم توسعت لتفتح فروع أخرى في كل من مكة المكرمة والمدينة المنورة والطائف والليث والقنفذة وينبع في المنطقة الغربية والقصيم ومنطقة حائل، والخرج والرياض في المنطقة الوسطى ومنطقة الباحة وجازان في المنطقة الجنوبية من السعودية.[بحاجة لمصدر]
في يونيو 2021، وصل عدد الفروع إلى أكثر من 120 فرع موزعة على كل مناطق السعودية، بالإضافة إلى فرعين في مملكة البحرين وفرع في الإمارات العربية المتحدة.

## وصفة البيك السرّية
حينما عاد إحسان إلى المملكة، قام بتطوير الوصفة السرّية للتوابل المكونة من 18 عنصر، ثم عمل الشقيقان لمدة ثلاث سنوات لإعداد الوصفة السرية في مكان مجهول، ونقلا هذه الوصفة إلى المطبخ المركزي من أجل مزيدٍ من التجهيز.

## محطات تاريخية
- في سبتمبر 1974، قام شكور أبو غزالة بتجديد مستودع قديم كان قد استأجره، وافتتح أول مطعم يقدم الدجاج المقلي المضغوط (البروست) في المملكة العربية السعودية. وكان يقع على طريق المطار القديم، في مدينة جدة.
- في مارس عام 1976م تم افتتاح الفرع الثاني في مبنى الدخيل بجدة، وهو الفرع الذي أسهم في انطلاق باقي فروع سلسلة مطاعم البيك.[5]
- في عام 1984 تم تطوير وصفة سرية تحتوي على 18 نوع من الأعشاب والتوابل.
- في عام 1986 تم تسجيل البيك كعلامة تجارية في المملكة العربية السعودية.
- في عام 1990 افتتح مطعم البيك لأول مرة في مكة المكرمة.
- في عام 1994 تقديم وجبة الدجاج الحراق لأول مرة.
- في عام 1995 تقديم الجمبري الجامبو لأول مرة.
- في عام 1996 تم تقديم وجبة الجمبري الاقتصادية لأول مرة.
- في عام 1996 كان «العلماء الشباب» أول برنامج تم تقديمه كجزء من شراكة البيك وكوكاكولا في المسؤولية الاجتماعية تجاه المجتمع بالتعاون مع مركز جدة للعلوم والتكنولوجيا.
- في عام 1998 افتتح البيك ثلاثة مطاعم موسميّة في منى لخدمة الحجاج خلال موسم الحج.
- في عام 1999 تقديم وجبة دجاج المسحب لأول مرة.
- في عام 2000 تم افتتاح مصنع تجهيز الأغذية أقوات للصناعات الغذائية - شركة شقيقة للبيك - بمساحة 30 ألف متر مربع لتكون المنتج والمزوّد الرئيسي لقائمة الطعام.
- في عام 2000 تقديم وجبة دجاج المسحب الحراق لأول مرة.
- في عام 2001 أول مطعم بيك يفتتح في المدينة المنورة.
- في عام 2001 بدء برنامج «بطل البيت» التعليمي والتدريبي للأطفال.
- في عام 2002 بداية تقديم سندويتشات المسحب والمسحب الحراق.
- في عام 2002 تم افتتاح أول مطعم بيك إكسبرس محدودة بقائمة محدودة الطلبات في ضيافة مول في مكة المكرمة.
- في عام 2005 تم إدخال السمك لقائمة البيك مع تقديم وجبة سندويتش السمك.
- في عام 2005 «نزيه وورطان» - أصبح ضمن برنامج «تنظيف العالم» في المملكة السعودية بشراكة مع كوكا كولا والتعاون مع برنامج الأمم المتحدة الإنمائي ومركز جدة للعلوم والتكنولوجيا.
- في عام 2006 تم افتتاح أكبر مطعم وجبات سريعة العالم في منى كمطعم موسمي لخدمة الحجاج خلال موسم الحج.
- في عام 2006 افتتح البيك في مدينة ينبع.
- في عام 2006 بدء تقديم شراح فيليه السمك وسندويتش الجمبري.
- في عام 2012 تم إدخال قطع الأناناس.
- في عام 2013 افتتاح مطعم البيك إكسبرس في استراحة ساسكو في طريق مكة - المدينة.
- في عام 2014 تقديم وجبة سندويتش فيليه الدجاج لأول مرة.
- في عام 2014 تم افتتاح مطعم البيك في مدينة القنفذة (جنوب منطقة مكة).
- في عام 2014 تقديم سندويتش عملاق باسم (BIG).
- في عام 2015 تم افتتاح مطعم البيك في محافظة الليث لأول مرة.
- في عام 2015 تم افتتاح مطعم البيك في مدينة بريدة لأول مره في المنطقة الوسطى، وقد أغلق بعد ساعتين من افتتاحه بسبب الزحام الشديد، ثم تم افتتاحه من جديد.
- في عام 2015 تم تطبيق عملية الشراء عن الطريق الإنترنت واستلامه من الفرع.
- في عام 2016 افتتح البيك في محافظة عنيزة.[6]
- في عام 2016 افتتح البيك في مدينة جازان.
- في عام 2017 افتتح البيك في المدينة المنورة في حي العزيزية بالقرب من جامعة طيبة.[5]
- في عام 2017 افتتح البيك في محافظة الخرج.
- في عام 2018 افتتح البيك في الرياض.
- في عام 2019 افتتح البيك في الرس.
- في عام 2019 افتتح البيك في محافظة صبيا.
- في عام 2019 تم تقديم الشاورما.
- في عام 2020 تم تقديم الفلافل.
- في عام 2020 افتتح البيك في الدمام.
- في عام 2020 افتتح البيك في منطقة الباحة.
- في عام 2020 افتتح البيك لأول مرة في مملكة البحرين.[2]
- في عام 2021 تم تقديم ساندويتش البيض.[2]
- في يونيو 2021، تم افتتاح أول فرع في الإمارات العربية المتحدة، وتحديدًا في دبي مول.[1]
- في ديسمبر 2021، تم تقديم شيبس البيك.
- في مارس 2022، تم تقديم أطباق «بيكيز».
- في أغسطس 2022، تم افتتاح مطعم البيك في أبها.
- في سبتمبر 2022، تم تقديم وجبة أفخاذ الدجاج لأول مره.
- في اكتوبر 2022، تم افتتاح مطعم البيك في حائل.
- في نوفمبر 2022، تم افتتاح مطعم البيك في الجبيل.
- في ديسمبر 2022، تم افتتاح مطعم البيك في الأحساء.
- في ديسمبر 2022، تم افتتاح مطعم البيك في محافظة الدوادمي.
- في ديسمبر 2022، تم افتتاح مطعم البيك في الخبر
- في يناير 2025، تم افتتاح أول فرع في الكويت، وتحديدًا في الأفنيوز.
- في اغسطس 2025، تم افتتاح مطعم البيك في محافظة رابغ